# Хостел (фільм)
«Хостел» (англ. Hostel) — фільм жахів 2005 року, написаний і знятий Елаєм Ротом. У головних ролях Джей Ернандес, Дерек Річардсон, Ейор Гудйонссон і Барбара Неделякова, а Квентін Тарантіно виступив у якості продюсера. Фільм розповідає про таємничу організацію, яка катує та вбиває викрадених туристів.

## У ролях
| Актор               | Роль                 |
| ------------------- | -------------------- |
| Джей Ернандес       | Пакстон Родрігес     |
| Дерек Річардсон     | Джош Брукс           |
| Ейор Гудйонссон     | Олі Ерікссон         |
| Дженніфер Лім       | Кана                 |
| Барбара Неделякова  | Наталья              |
| Яна Кадерабкова     | Світлана             |
| Кейко Сейко         | Юкі                  |
| Рік Гоффман         | американський клієнт |
| Ян Власак           | данський бізнесмен   |
| Міїке Такасі        | японський садист     |
| Мирослав Таборський | поліцейський         |
| Елай Рот            | камео                |

## Виробництво
Після виходу фільму Лихоманка Елай Рот був схвалений кількома діячами індустрії, включаючи Квентіна Тарантіно, який помістив стрічку у свій «Топ-10» фільмів року і негайно зв'язався з Ротом в надії попрацювати з ним у майбутньому проєкті. Роту пропонували багато студійних режисерських робіт, здебільшого у вигляді ремейків жахів, але Тарантіно порадив йому відмовитися від цих пропозицій, щоб зосередитися на оригінальній історії. Купаючись у басейні з Тарантіно, Рот вигадав ідею для малобюджетного фільму жахів, заснованого на тайському веб-сайті «відпустка вбивств», на який він натрапив у темній мережі. Тарантіно сподобалася ця ідея, і він закликав Рота негайно почати писати чернетку сценарію того ж дня, яка пізніше лягла в основу Хостелу.
Спочатку Рот обговорював створення фільму в стилі фальшивого документального фільму, який включав би реальних людей і місця з справжніх підземних місць «відпустки вбивств». Від ідеї пізніше відмовилися на користь традиційної розповіді з використанням вигаданих місць і персонажів. Основні зйомки проходили в Чехії, багато сцен було знято в Чеському Крумлові. Сцени камери тортур знімали у крилі занедбаної празької лікарні.
Оригінальна музику написав постійний співавтор Рота Натан Барр та доручив празькому FILMharmonic Orchestra виконати її протягом чотирьох днів у жовтні 2005 року.

## Випуск

### Касові збори
Фільм вийшов у прокат в США 6 січня 2006 року і приніс 19,6 мільйони доларів у перші вихідні, посівши перше місце в касових зборах. До кінця показу, через шість тижнів, фільм зібрав 47,3 мільйона доларів у США та 33,3 мільйона доларів у міжнародному прокаті на загальну суму 80,6 мільйонів доларів у всьому світі.

### Словацька реакція
Вихід фільму супроводжувався сильними наріканнями зі Словаччини та Чехії. Словацькі та чеські чиновники були обурені тим, що їхні країни зображені у фільмі як неосвоєні, бідні й некультурні землі, які страждають від високого рівня злочинності, війни та проституції, побоюючись, що це «пошкодить хорошій репутації Словаччини» і змусить іноземці вважати, що це небезпечне місце. Туристична рада Словаччини запросила Рота в подорож до їхньої країни з оплатою всіх витрат, щоб він міг побачити, що вона не складається із занедбаних фабрик, гетто та дітей, які вбивають заради жуйки. Томаш Галбави, словацький депутат від Словацького демократичного та християнського союзу, прокоментував: «Мене ображає цей фільм. Я думаю, що всі словаки повинні відчувати себе ображеними».
Рот відповів, що фільм не був образливим, стверджуючи: «Американці навіть не знають про існування цієї країни. Мій фільм не є географічним твором, а має на меті показати незнання американців навколишнього світу». Рот стверджував, що незважаючи на серію «Техаська різанина бензопилою», люди все ще подорожують Техасом.

## Примтіки
1. ↑  http://www.ew.com/article/2006/01/04/hostel
2. 1 2 3  http://www.metacritic.com/movie/hostel
3. ↑  http://www.imdb.com/title/tt0450278/
4. 1 2 3 4  http://www.bbfc.co.uk/releases/hostel-2006-1
5. 1 2 3  http://www.commeaucinema.com/notes-de-prod/hostel,51798-note-20836
6. 1 2 3 4 5 6 7 8 9 10 11 12 13  ČSFD — 2001.
7. 1 2 3  http://www.imdb.com/title/tt0450278/fullcredits
8. ↑  Pirnia, Garin (9 квітня 2016). 11 Intense Facts About Hostel. Mental Floss. Архів оригіналу за 17 листопада 2020. Процитовано 28 травня 2019.
9. ↑  Hill, Logan (29 грудня 2005). Scream Kings: Eli Roth and Quentin Tarantino. New York. Архів оригіналу за 9 січня 2008. Процитовано 28 травня 2019.
10. ↑  Schwinke, Theodore (5 липня 2006). Eli Roth plans Czech shoot for Hostel 2. Screen International. Архів оригіналу за 28 вересня 2015. Процитовано 8 червня 2015.
11. ↑  Weekend Box Office Results for January 6-8, 2006. Box Office Mojo. Internet Movie Database. 9 січня 2006. Архів оригіналу за 6 вересня 2015. Процитовано 26 вересня 2015.
12. ↑  Hostel (2006). Box Office Mojo. Internet Movie Database. 17 лютого 2006. Архів оригіналу за 24 вересня 2015. Процитовано 26 вересня 2015.
13. ↑  Cameron, Rob (24 лютого 2006). Smash hit horror Hostel causes a stir among citizens of sleepy Slovakia. Radio Prague. Архів оригіналу за 6 грудня 2008. Процитовано 7 вересня 2008.
14. 1 2  Slovakia angered by horror film. BBC News. 27 лютого 2006. Архів оригіналу за 3 січня 2020. Процитовано 7 вересня 2008.
15. ↑  Slovakia angered by horror film. BBC News. 27 лютого 2006. Архів оригіналу за 3 січня 2020. Процитовано 7 вересня 2008.
16. ↑  Hostel: April 2006 Archives. Архів оригіналу за 17 серпня 2010. Процитовано 3 червня 2022.
17. ↑  Hostel - DVD Review - Horror Movies. Архів оригіналу за 10 вересня 2015. Процитовано 3 червня 2022.